# Alcórrego
Alcórrego é uma povoação portuguesa do Município de Avis que foi sede da Freguesia de Alcórrego, freguesia que tinha 57,85 km² de área e 401 habitantes (2011), e, por isso, uma densidade demográfica de 6,9 hab/km².
A Freguesia de Alcórrego foi extinta em 2013, no âmbito de uma reforma administrativa nacional, tendo sido agregada à Freguesia de Maranhão, para formar uma nova freguesia denominada União das Freguesias de Alcórrego e Maranhão.

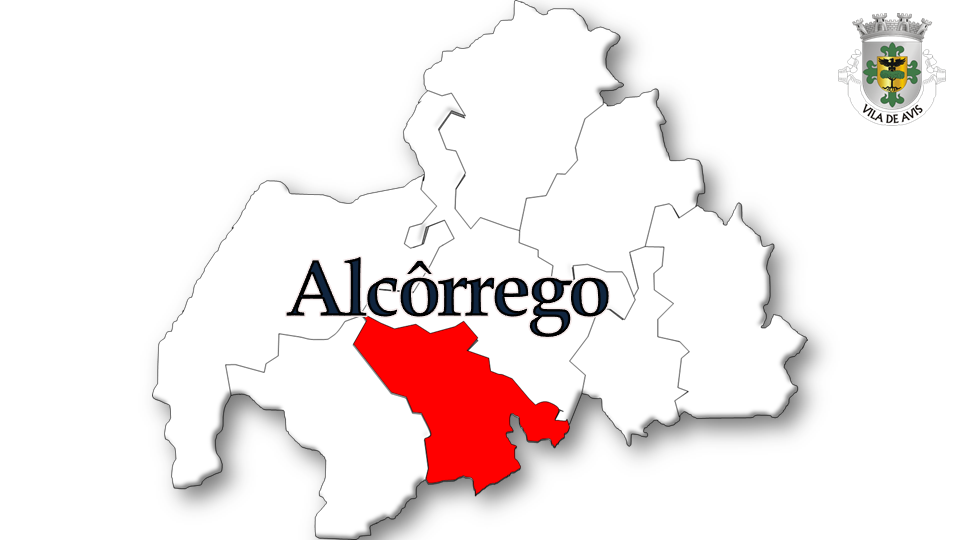
Localização da freguesia de Alcórrego no Município de Avis

## População
| População da freguesia de Alcôrrego | População da freguesia de Alcôrrego | População da freguesia de Alcôrrego | População da freguesia de Alcôrrego | População da freguesia de Alcôrrego | População da freguesia de Alcôrrego | População da freguesia de Alcôrrego | População da freguesia de Alcôrrego | População da freguesia de Alcôrrego | População da freguesia de Alcôrrego | População da freguesia de Alcôrrego | População da freguesia de Alcôrrego | População da freguesia de Alcôrrego | População da freguesia de Alcôrrego | População da freguesia de Alcôrrego |
| ----------------------------------- | ----------------------------------- | ----------------------------------- | ----------------------------------- | ----------------------------------- | ----------------------------------- | ----------------------------------- | ----------------------------------- | ----------------------------------- | ----------------------------------- | ----------------------------------- | ----------------------------------- | ----------------------------------- | ----------------------------------- | ----------------------------------- |
| 1864                                | 1878                                | 1890                                | 1900                                | 1911                                | 1920                                | 1930                                | 1940                                | 1950                                | 1960                                | 1970                                | 1981                                | 1991                                | 2001                                | 2011                                |
| 351                                 | 398                                 |                                     |                                     | 971                                 | 955                                 | 1 031                               | 767                                 | 917                                 | 942                                 | 506                                 | 510                                 | 485                                 | 427                                 | 401                                 |

Esta freguesia foi anexada à freguesia de Aldeia Velha por decreto de 25/11/1882 e desanexada por edital do Governo Civil de 30/10/1901, ficando a freguesia de Maranhão anexada a esta freguesia. Por decreto lei nº 27.424, de 31/12/1936 foi desanexada desta freguesia a de Maranhão